# Кандзи
Кандзи (яп. 漢字о файле, от кан «Хань» и дзи «знаки, иероглифы»; букв. «ханьские знаки») — китайские иероглифы, используемые в современной японской письменности, наряду с хираганой, катаканой, арабскими цифрами и ромадзи (латинским алфавитом). Это японское прочтение китайского слова ханьцзы.

## История

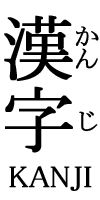
Китайские иероглифы для слова кандзи.

Японский термин кандзи (漢字) буквально означает «Буквы (династии) Хань». Точно неизвестно, каким путём китайские иероглифы попали в Японию, однако сегодня общепринятой считается версия о том, что впервые китайские тексты завезли в страну буддийские монахи из корейского королевства Пэкче в V в. н. э. Эти тексты были написаны на китайском языке, и для того, чтобы японцы могли их прочесть при помощи диакритических знаков с соблюдением правил японской грамматики, была создана система камбун (漢文).
Японский язык в то время не имел письменной формы. Для записи исконно японских слов была создана система письменности манъёгана, первым литературным памятником которой стала древняя поэтическая антология «Манъёсю». Слова в ней записывались китайскими иероглифами по звучанию, а не по смыслу.
Манъёгана, записанная курсивным шрифтом, превратилась в хирагану — систему письменности для женщин, которым высшее образование было недоступно. Большинство литературных памятников эпохи Хэйан с женским авторством было записано хираганой. Катакана возникла параллельно: монастырские учащиеся упрощали манъёгану до единственного значащего элемента. Обе эти системы письменности, хирагана и катакана, произошедшие от китайских иероглифов, впоследствии превратились в слоговые азбуки, вместе называемые каной.
В современном японском языке кандзи используются для записи основ слов у существительных, прилагательных и глаголов, в то время как хирагана используется для записи флексий и окончаний глаголов и прилагательных (см. окуригана), частиц и слов, у которых сложно запомнить иероглифы. Катакана используется для записи ономатопей и гайрайго (заимствованных слов). Для записи заимствованных слов катакану начали использовать сравнительно недавно: до Второй мировой войны заимствованные слова обычно записывались кандзи либо по значениям иероглифов (煙草 или 莨 табако «табак»), либо по их фонетическому звучанию (天婦羅 или 天麩羅 тэмпура). Второе использование называется атэдзи.

## Японские привнесения
Изначально кандзи и китайские ханьцзы ничем друг от друга не отличались: китайские иероглифы использовались для записи японского текста. Однако в настоящее время между ханьцзы и кандзи имеется значительная разница: некоторые иероглифы были созданы в самой Японии, некоторые получили другое значение; кроме того, после Второй мировой войны написание многих кандзи было упрощено.

### Кокудзи
Кокудзи (国字; букв. «национальные иероглифы») — иероглифы японского происхождения. Кокудзи иногда называют васэй кандзи (和製漢字, «созданные в Японии китайские иероглифы»). В общей сложности насчитывается несколько сотен кокудзи (см. список на Sci.Lang.Japan). Большинство из них редко используется, но некоторые стали важными дополнениями к письменному японскому языку. В их числе:
- 峠 то: гэ («горный перевал»),
- 榊 сакаки («сакаки»),
- 畑 хатакэ («суходольное поле»),
- 辻 цудзи («перекрёсток, улица»),
- 働 до:, хатара(ку) («работа»).

Большинство из этих кандзи имеет только кунное чтение, но некоторые были заимствованы Китаем и приобрели также онное чтение.

### Коккун
В дополнение к кокудзи существуют кандзи, значение которых в японском языке отличается от китайского. Такие кандзи называются коккун (国訓), в их числе:
- 沖 оки («взморье»; кит. чун «полоскание»),
- 椿 цубаки («камелия японская»; кит. чун «айлант»).

### Старые и новые иероглифы

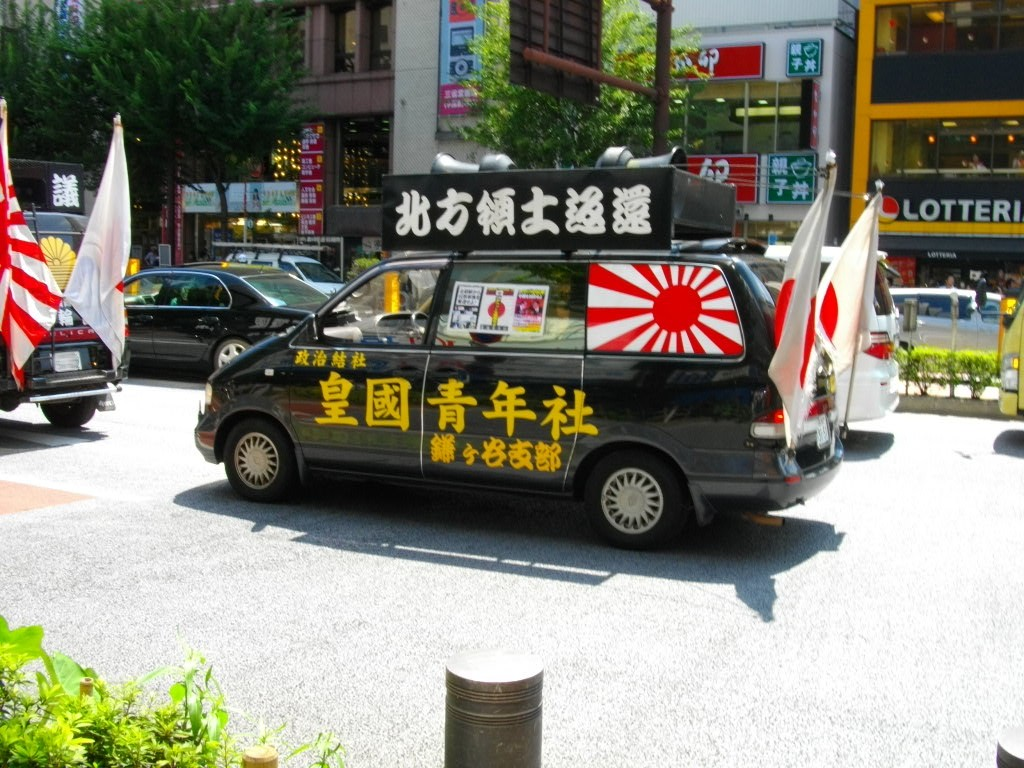
На агитационном автомобиле «Имперской молодёжной организации» можно увидеть кюдзитай 國. Подобно русскому дореформенному письму, приверженность кюдзитай ассоциируется в Японии с ультраправыми

Один и тот же кандзи может иногда быть записан разными способами:  (яп. 旧字体 кю:дзитай, букв. «старыми иероглифами»; 舊字體 в записи кюдзитай) и  (яп. 新字体 синдзитай, «новыми иероглифами»). Ниже приведены несколько примеров записи одного и того же иероглифа в форме кюдзитай и синдзитай:
- 國 国 куни, кок(у) («страна»),
- 號 号 го: («номер»),
- 變 変 хэн, ка(вару) («меняться»).

Иероглифы кюдзитай использовались до конца Второй мировой войны и, в основном, совпадают с традиционными китайскими иероглифами. В 1946 году правительство утвердило упрощённые иероглифы синдзитай в списке «Тоё кандзи дзитай хё» (当用漢字字体表). Некоторые из новых знаков совпадали с упрощёнными китайскими иероглифами, используемыми в КНР. Как и в результате процесса упрощения в Китае, некоторые из новых знаков были заимствованы из сокращённых форм (略字, рякудзи), используемых в рукописных текстах, однако в определённом контексте допускалось использование и старых форм некоторых иероглифов (正字, сэйдзи). Существуют также ещё более упрощённые варианты написания иероглифов, иногда употребляемые в рукописных текстах, однако их использование не приветствуется.
Теоретически, любой китайский иероглиф может быть использован в японском тексте, но на практике очень многие китайские иероглифы в японском не употребляются. «Дайканва Дзитэн» — один из самых больших словарей иероглифов — содержит около 50 тыс. записей, хотя большинство из записанных там иероглифов никогда в японских текстах не встречалось.

## Чтение кандзи
В зависимости от того, каким путём кандзи попал в японский язык, иероглифы могут использоваться для написания одного или разных слов или, ещё чаще, морфем. С точки зрения читателя это означает, что кандзи имеют одно или несколько чтений. Выбор чтения иероглифа зависит от контекста, вкладываемого смысла, сочетания с другими кандзи и даже местом в предложении. Некоторые часто используемые кандзи имеют десять или больше различных чтений. Чтения, как правило, подразделяются на онъёми (онное чтение, или просто «он») и кунъёми (кунное чтение, или просто «кун»).

### Онъёми(китайское чтение)
Онъёми (яп. 音読み) — сино-японское чтение; японская интерпретация среднекитайского произношения иероглифа. Некоторые кандзи имеют несколько онъёми, потому что были заимствованы из Китая несколько раз: в разное время и из разных областей. Кокудзи, или кандзи, изобретённые в Японии, обычно не имеют онъёми, однако есть исключения: к примеру, у иероглифа 働 «работать» есть и кунъёми (хатараку) и онъёми (до:), а у иероглифа 腺 «железа́» (молочная, щитовидная и т. п.) имеется только онъёми: сэн.
Есть четыре типа онъёми:
- Го-он (яп. 呉音, букв. звучание из царства У) — чтение, заимствованное в V и VI веках из говора Цзянькана. Не связано напрямую с современным языком у.
- Кан-он (яп. 漢音, букв. ханьское звучание) — чтение, заимствованное из произношения во времена династии Тан (VII—IX века) из говора столицы Чанъаня.
- То:-он (яп. 唐音, букв. танское звучание) — чтение, заимствованное из произношения во времена поздних династий: Сун и Мин. Сюда относятся все чтения, заимствованные во времена Хэйан и Эдо.
- Канъё:-он (яп. 慣用音) — ошибочные чтения кандзи, ставшие впоследствии языковой нормой.

Примеры:
| Кандзи | Значение         | Го-он    | Кан-он | То-он    | Канъё-он |
| ------ | ---------------- | -------- | ------ | -------- | -------- |
| 明     | «свет»           | мё:      | мэй    | мин      | *        |
| 行     | «идти, поступок» | гё:, ко: | *      | ан       | *        |
| 極     | «крайность»      | гоку     | кёку   | *        | *        |
| 珠     | «жемчуг»         | *        | сю     | дзю, дзу | *        |
| 度     | «уровень»        | до       | таку   | то       | *        |
| 輸     | «ввоз-вывоз»     | сю       | *      | *        | «ю»      |

Наиболее распространена форма чтения кан-он. Чтения го-он наиболее распространены в буддийской терминологии, например, гокураку 極楽 «рай». Чтения то-он встречаются в некоторых словах, например ису 椅子 «стул».
В китайских языках большинству иероглифов соответствует единственный китайский слог. Впрочем, существуют омографы (多音字), разным чтениям которых в среднекитайском соответствовали разные значения, что также было отражено при заимствовании японским языком. Кроме трудностей с передачей тонов, большинство китайских слогов было сложно воспроизвести в японском из-за обилия конечных согласных. Поэтому большинство онъёми состоит из двух мор: вторая из которых — либо удлинение гласной из первой моры (и в случае первой э и у в случае о, следствие изменения языка столетия спустя после заимствования), либо слог ку, ки, цу, ти или слоговой н как имитация среднекитайских конечных согласных. По-видимому, явление смягчения согласных перед гласными, отличными от и, а также слоговой н появились в японском языке для лучшей имитации среднекитайского произношения; они не встречается в словах японского происхождения.
Онъёми чаще всего встречается при чтении слов, составленных из нескольких кандзи (熟語 дзюкуго), многие из которых были заимствованы вместе с самими кандзи из классического китайского языка для передачи понятий, аналогов которых не существовало в японском, либо которые невозможно было им передать. Этот процесс заимствования часто сравнивают с заимствованием слов английского языка из латыни и нормандского французского, так как заимствованные из классического китайского термины, как правило, были у́же по смыслу, нежели их японские аналоги, и их знание считалось атрибутом вежливости и эрудированности. Наиболее важное исключение из этого правила — фамилии, в которых чаще всего используется японское кунное чтение.

### Кунъёми(японское чтение)
Кунъёми (яп. 訓読み), японское или кунное чтение — основано на произношении исконно японских слов (яп. 大和言葉 яматокотоба), к которым были по смыслу подобраны китайские иероглифы. У некоторых кандзи может иметься сразу несколько кунов, а может и не быть вовсе.
К примеру, кандзи, обозначающий восток (東), имеет онное чтение то:. Однако в японском языке до введения иероглифов было сразу два слова для обозначения этой стороны света, хигаси и адзума, которые стали кунами этого иероглифа. Однако у кандзи 寸, обозначающего китайскую меру длины (3,3 см), не было аналога в японском языке, и поэтому у него есть только онъёми: сун.
Кунъёми определяется прочной слоговой структурой яматокотоба: куны большинства имён существительных и прилагательных имеют длину в 2 или 3 слога, в то время как куны глаголов короче: 1 или 2 слога (не считая флексий — окуриганы, которая записывается хираганой, хотя и считается частью чтения глаголообразующих кандзи).
В большинстве случаев для записи одного японского слова использовались разные кандзи для отражения оттенков значения. Например, слово наосу, записанное как 治す, будет означать «лечить болезнь», в то время как запись 直す будет означать «чинить» (например, велосипед). Иногда разница в написании прозрачна, а иногда — достаточно тонка. Для того, чтобы не ошибиться в оттенках смысла, слово порой записывается хираганой. К примеру, так часто делают для записи слова мото もと, которому соответствуют сразу пять различных кандзи: 元, 基, 本, 下, 素, разница в употреблении между которыми трудноуловима.

### Другие чтения
Существует много сочетаний кандзи, для произношения составляющих которых используются и оны, и куны: такие слова называют дзю: бако (重箱) или юто: (湯桶). Сами эти два термина являются автологическими: первый кандзи в слове дзюбако читается по ону, а второй — по куну, а в слове юто — наоборот. Другие примеры: 金色 кинъиро — «золотой» (он-кун); 空手道 каратэдо: — «каратэ» (кун-кун-он).
Некоторые кандзи имеют малоизвестные чтения — нанори, которые обычно используются при озвучивании личных имён. Как правило, нанори близки по звучанию к кунам. В топонимах и именах также иногда применяются нанори, или даже такие чтения, которые нигде больше не встречаются, например, иероглиф 叡 (имеет только он «эй») в качестве имени читается «Акира» или «Сатоси».
Гикун (яп. 義訓) — чтения сочетаний кандзи, не имеющие прямого отношения к кунам или онам отдельных иероглифов, а относящиеся к смыслу всего сочетания. К примеру, сочетание «一寸» можно прочесть как иссун (то есть «один сун»), однако на самом деле это неделимое сочетание тётто («немного»). Гикун часто встречается в японских фамилиях.
Использование атэдзи для записи заимствованных слов также приводило к появлению необычно звучащих сочетаний и новых значений у кандзи. Например, устаревшее сочетание 亜細亜 адзиа раньше использовалось для иероглифической записи части света — Азии. Сегодня для записи этого слова используется катакана, но кандзи 亜 приобрёл смысл «Азия» в таких сочетаниях, как то: а 東亜 («Восточная Азия»). Из устаревшего иероглифического сочетания 亜米利加 амэрика («Америка») был взят второй кандзи, от которого возник неологизм 米国 бэйкоку, какой буквально можно перевести как «рисовая страна», хотя на самом деле это сочетание обозначает Соединённые Штаты Америки.

### Выбор вариантов чтения
Слова для сходных понятий, таких как «восток» (東), «север» (北) и «северо-восток» (東北), могут иметь совершенно разные произношения: кунные чтения хигаси и кита используются для первых двух иероглифов, в то время как «северо-восток» будет читаться по онам: то: хоку. Выбор правильного чтения иероглифа является одной из основных сложностей при изучении японского языка.
Обычно при чтении сочетаний кандзи выбираются их оны (такие сочетания называются по-японски дзюкуго 熟語). К примеру, сочетания 情報 дзё: хо: «информация», 学校 гакко: «школа» и 新幹線 синкансэн следуют именно такому шаблону.
Если кандзи расположен отдельно, окружён каной и не соседствует с другими иероглифами, то он обычно читается по своему куну. Это относится как к существительным, так и к склоняемым глаголам и прилагательным. Например, 月 цуки «луна», 情け насакэ «жалость», 赤い акай «красный», 新しい атарасий «новый», 見る миру «смотреть» — во всех этих случаях используется кунъёми.
Эти два основных шаблонных правила имеют много исключений. Кунъёми также могут образовывать составные слова, хотя они встречаются реже, чем сочетания с онъёми. Среди примеров можно привести 手紙 тэгами «письмо», 日傘 хигаса «тент» или известное сочетание 神風 камикадзэ «божественный ветер». Эти сочетания также могут сопровождаться окуриганой: например, 歌い手 утаитэ — устар. «певец» или 折り紙 оригами (искусство складывания фигурок из бумаги), хотя некоторые из таких сочетаний могут быть записаны и без окуриганы (например, 折紙).
С другой стороны, некоторые отдельно стоящие иероглифы также могут озвучиваться онами: 愛 ай «любовь», 禅 Дзэн, 点 тэн «отметка, точка». Большинство из таких кандзи просто не имеет кунъёми, что исключает возможность ошибки.
Ситуация с онъёми достаточно сложна, поскольку многие кандзи имеют несколько онов: сравните 先生 сэнсэй «учитель» и 一生 иссё: «целая жизнь».
В японском языке существует омографы, которые могут читаться по-разному в зависимости от значения, как русские за́мок и замо́к. Например, сочетание 上手 может читаться тремя способами: дзё: дзу «умелый», уватэ «верхняя часть, превосходство» или камитэ «верхняя часть, верхнее течение». Кроме того, сочетание 上手い читается как умай «умелый».
Некоторые известные топонимы, включая Токио (東京 то: кё:) и саму Японию (日本 нихон или иногда ниппон) читаются по онам, впрочем большинство японских топонимов читается по кунам (например, 大阪 О:сака, 青森 Аомори, 箱根 Хаконэ). Фамилии и имена также обычно читаются по кунам (например, 山田 Ямада, 田中 Танака, 鈴木 Судзуки), однако иногда встречаются имена собственные, в которых смешаны кунъёми, онъёми и нанори. Прочесть их можно только, обладая некоторым опытом (например, 夏美 Нацуми (кун-он) или 目 Сацука (необычное чтение)).

### Фонетические подсказки
Чтобы избежать неопределённости, вместе с кандзи в текстах иногда даются фонетические подсказки в виде хираганы, набранной малым кеглем «агатом» над иероглифами (т. н. фуригана) или в строчку за ними (т. н. кумимодзи). Это обычно делают в текстах для детей, для иностранцев, изучающих японский язык и в манге. Фуригана используется в газетах для иероглифов, не включённых в список основных кандзи, а также иногда для редких или необычных чтений.

## Общее количество кандзи
Общее число существующих кандзи определить сложно. Словарь «Дайканва Дзитэн» содержит около 50 тыс. иероглифов, в то время как более полные и современные китайские словари содержат более 80 тыс. знаков, многие из которых являются необычными формами. Большинство из них не употребляется ни в Японии, ни в Китае. Для того, чтобы понимать большинство японских текстов, достаточно знания около 3 тыс. кандзи.

## Реформы правописания и списки кандзи
После Второй мировой войны, начиная с 1946 года, японское правительство занялось разработкой реформ орфографии.
Некоторые иероглифы получили упрощённые варианты написания, названные 新字体 синдзитай. Количество используемых кандзи было сокращено, а также были утверждены списки иероглифов, которые должны были изучаться в школе. Вариантные формы и редкие кандзи были официально объявлены нежелательными к использованию. Главной целью реформ было унифицировать школьную программу изучения иероглифов и сократить количество кандзи, используемых в литературе и периодике. Данные реформы носили рекомендательный характер, многие иероглифы, не попавшие в списки, до сих пор известны и часто используются.

### Кёику-кандзи
Кёику-кандзи — список из 1006 иероглифов, которые японские дети учат в начальной школе (6 лет обучения). Список впервые был учреждён в 1946 году и содержал 881 иероглиф. В 1981 году был расширен до современного числа.

### Дзёё-кандзи
Список дзёё-кандзи содержит 2136 иероглифов, включая все кёику-кандзи и 1130 иероглифов, которые изучаются в средней школе. Кандзи, не включённые в этот список, как правило, сопровождаются фуриганой. Список дзёё-кандзи из 1945 символов был введён в 1981 году, заменив старый список из 1850 иероглифов, называвшийся тоё-кандзи и введённый в 1946 году. В 2010 году был расширен до 2136 символов. Некоторые новые символы раньше были дзиммэйё-кандзи, некоторые используются для написания названий префектур: 阪, 熊, 奈, 岡, 鹿, 梨, 阜, 埼, 茨, 栃 и 媛.

### Дзиммэйё-кандзи
Список дзиммэйё-кандзи (яп. 人名用漢字) включает в себя 2997 иероглифов, из которых 2136 полностью повторяют список дзёё-кандзи, а 863 иероглифа используется для записи имён и топонимов. В отличие от России, где количество имён, даваемых новорождённым, сравнительно невелико, в Японии родители зачастую стараются дать детям редкие имена, включающие в себя редко используемые иероглифы.
Чтобы облегчить работу регистрационным и другим службам, которые просто не располагали необходимыми техническими средствами для набора редких знаков, 1 января 1948 года был принят закон о регистрации семей, который разрешал использовать в именах только простые символы из тоё-кандзи (утверждённых 16 ноября 1946 года) или хираганы и катаканы. 25 мая 1951 года был утверждён список дзиммэйё-кандзи (на тот момент из 92 иероглифов), его начали использовать в именовании новорождённых вместе с тоё-кандзи. В 1976—1980 годах дзиммэйё-кандзи содержал 120 иероглифов, 1 октября 1981 года была проведена большая реформа — дзиммэйё-кандзи был значительно изменён и увеличен, также в это время тоё-кандзи был отменён и его заменили на дзёё-кандзи.
Дзиммэйё-кандзи регулярно пополняется новыми иероглифами (изменения в 1990, 1997, 2004, 2009, 2010 годах), а повсеместное внедрение компьютеров с поддержкой юникода привело к тому, что правительство Японии в ближайшее время готовится добавить к этому списку от 500 до 1000 новых иероглифов. 30 ноября 2010 года из старого списка из 985 иероглифов, используемых для записи имён и топонимов, были удалены 129; в то же время из дзёё-кандзи в дзиммэйё-кандзи были перенесены 5 иероглифов; после этого список включал 861 иероглиф. В 2015 и 2017 годах внесли по одному новому иероглифу, таким образом общее количество иероглифов для записи имён и топонимов сейчас составляет 863.

### Японские промышленные стандарты для кандзи
Японский промышленный стандарт (JIS) для кандзи и каны определяет кодовые номера для всех этих знаков, а также для остальных форм письма, таких как арабские цифры, для цифровой обработки информации. Стандарты эти несколько раз пересматривались. Текущие версии таковы:
- JIS X 0208:1997 — позднейшая версия основного стандарта, содержащая 6355 кандзи;
- JIS X 0212:1990 — дополнительный стандарт, включающий в себя дополнительно 5801 иероглиф; этот стандарт редко используются, так как он не совместим с наиболее часто применяемой системой кодировки Shift JIS; стандарт считается устаревшим;
- JIS X 0213:2000 — дополненная версия набора JIS X 0208 с 3625 новыми кандзи, из которых 2741 заимствованы из JIS X 0212; этот стандарт совместим с кодировкой Shift JIS;
- JIS X 0221:1995 — японская версия ISO 10646/Юникода.

#### Гайдзи
Гайдзи (яп. 外字, букв. «внешние иероглифы») — это кандзи, которые не представлены в существующих японских кодировках. Сюда включаются вариантные формы иероглифов, которые нужны для справочников и ссылок, а также неиероглифические символы.
Гайдзи могут быть либо системными, либо пользовательскими. В обоих случаях возникают проблемы при обмене данных, поскольку кодовые таблицы, используемые для гайдзи, разнятся в зависимости от компьютера и операционной системы.
Номинально использование гайдзи было запрещено JIS X 0208-1997, а JIS X 0213-2000 использовал ранее зарезервированные под гайдзи кодовые ячейки для других целей. Тем не менее, гайдзи продолжают использоваться, например в системе «i-mode», где они применяются для знаков-рисунков.
Юникод позволяет кодировать гайдзи в частной области.

## Классификация кандзи
Конфуцианский мыслитель Сюй Шэнь (許慎) в своём сочинении Шовэнь цзецзы (說文解字), ок. 100 года, разделил китайские иероглифы на шесть категорий (яп. 六書 рикусё). Эта традиционная классификация до сих пор используется, однако она с трудом соотносится с современной лексикографией: границы категорий достаточно размыты и один кандзи может относиться сразу к нескольким из них. Первые четыре категории относятся к структурному строению иероглифа, а остальные два — к его использованию.

### Сё: кэй-модзи(象形文字)
Иероглифы из этой категории представляют собой схематический набросок изображаемого объекта. К примеру, 日 — это «солнце», а 木 — «дерево», и т. д. Современные формы иероглифов существенно отличаются от первоначальных рисунков, поэтому разгадать их значение по внешнему виду достаточно сложно. Несколько проще обстоит дело со знаками печатного шрифта, которые иногда сохраняют форму оригинального рисунка. Иероглифы такого рода называются пиктограммами (Сё: кэй — 象形, японское слово для обозначения египетских иероглифов). Такого рода иероглифов немного среди современных кандзи.

### Сидзи-модзи(指事文字)
Сидзи-модзи по-русски называются идеограммами, логограммами или просто «символами». Иероглифы из этой категории обычно просты в начертании и отображают абстрактные понятия (направления, числа). К примеру, кандзи 上 обозначает «сверху» или «над», а 下 — «снизу» или «под». Среди современных кандзи таких иероглифов очень мало.

### Кайи-модзи(会意文字)
Часто называются «составными идеограммами» или просто «идеограммами». Как правило, представляют собой сочетания пиктограмм, составляющих общее значение. К примеру, кокудзи 峠 (то: гэ, «горный перевал») состоит из знаков 山 (гора), 上 (вверх) и 下 (вниз). Другой пример — кандзи 休 (ясу «отдых») состоит из видоизменённого иероглифа 人 (человек) и 木 (дерево). Эта категория также немногочисленна.

### Кэйсэй-модзи(形声文字)
Такие иероглифы называются «фоно-семантическими» или «фонетико-идеографическими» символами. Это самая большая категория среди современных иероглифов (до 90 % их общего числа). Обычно состоят из двух компонентов, один из которых отвечает за смысл, или семантику, иероглифа, а другой — за произношение. Произношение относится к исходным китайским иероглифам, но часто этот след прослеживается и в современном японском онном чтении кандзи. Аналогично и со смысловой составляющей, которая могла измениться за столетия со времени их введения или в результате заимствования из китайского языка. Как результат, часто происходят ошибки, когда вместо фоно-семантического сочетания в иероглифе пытаются разглядеть составную идеограмму.
Как пример, можно взять кандзи с ключом 言 (говорить): 語, 記, 訳, 説 и т. д. Все из них так или иначе связаны с понятиями «слово» или «язык». Аналогично, кандзи с ключом 雨 (дождь): 雲, 電, 雷, 雪, 霜 и т. д. — все они отражают погодные явления. Кандзи с ключом 寺 (храм), расположенным справа, (詩, 持, 時, 侍 и т. д.) обычно имеют онъёми си или дзи. Иногда о смысле и/или чтении этих иероглифов можно догадаться из их составляющих. Впрочем, существует множество исключений. К примеру, кандзи 需 («требование», «просьба») и 霊 («дух», «призрак») не имеют никакого отношения к погоде (по крайней мере, в современном их употреблении), а у кандзи 待 онъёми — тай. Дело в том, что один и тот же компонент может играть семантическую роль в одном сочетании и фонетическую — в другом.

### Тэнтю:-модзи(転注文字)
В данную группу входят «производные» или «взаимно объясняющие» иероглифы. Эта категория самая сложная из всех, так как у неё нет чёткого определения. Сюда относятся кандзи, чьи смысл и применения были расширены. К примеру, кандзи 楽 обозначает «музыку» и «удовольствие»: в зависимости от значения, иероглиф по-разному произносится в китайском, что получило отражение в разных онъёми: гаку «музыка» и раку «удовольствие».

### Касяку-модзи(仮借文字)
Данная категория называется «фонетически заимствованными иероглифами». К примеру, иероглиф 来 в древнекитайском был пиктограммой, обозначающей пшеницу. Его произношение было омофоном глагола «приходить», и иероглиф стал использоваться для записи этого глагола, без добавления нового значащего элемента.

## Вспомогательные знаки
Знак повтора (々) в японском тексте означает повторение предшествующего кандзи. Так, в отличие от китайского языка, вместо того, чтобы писать подряд два иероглифа (напр.時時 токидоки, «иногда»; 色色 ироиро, «разный»), второй иероглиф заменяется на знак повтора и озвучивается так же, как если бы вместо него стоял полноценный кандзи (時々, 色々). Знак повтора может применяться в именах собственных и топонимах, например, в японской фамилии Сасаки (佐々木). Знак повтора является упрощённой записью кандзи 仝.
Другой часто используемый вспомогательный символ — ヶ (уменьшенный знак катаканы кэ). Он произносится как ка, когда используется для указания на количество (например, в сочетании 六ヶ月, роккагэцу, «шесть месяцев») или как га в топонимах, например, в названии района Токио Касумигасэки (霞ヶ関). Данный символ является упрощённой записью кандзи 箇.

## Словари кандзи
Чтобы найти в словаре нужный кандзи, нужно знать его ключ и количество черт. Китайский иероглиф можно разбить на простейшие компоненты, называемые ключами (реже «радикалами»). Если в иероглифе много ключей, берётся один основной (он определяется по особым правилам), а затем нужный иероглиф ищется в разделе ключа по количеству черт. К примеру, кандзи «мать» (媽) нужно искать в разделе с трёхчёрточным ключом (女) среди иероглифов, состоящих из 13 черт.
В современном японском языке используется 214 классических ключей. В электронных словарях возможен поиск не только по основному ключу, но по всем возможным составляющим иероглифа, количеству черт или по чтению.

## Тесты на знание кандзи
Кандзи кэнтэй — «тест на знание японских кандзи» (日本漢字能力検定試験 Нихон кандзи но: рёку кэнтэй сикэн) проверяет способности чтения, перевода и написания кандзи. Проводится японским правительством и служит для проверки знаний учащихся школ и университетов Японии. Содержит 10 основных уровней, самый сложный из которых проверяет знание 6000 кандзи.
Для иностранцев создан тест Норёку сикэн JLPT. До 2009 года включительно он содержал 4 уровня, самый сложный из которых проверял знание 1926 кандзи. На данный момент тест включает в себя 5 уровней. Новый уровень был добавлен между прежними уровнями 2 и 3, так как раньше разрыв между ними был очень велик. Таким образом, новый уровень 5 соответствует прежнему уровню 4, а новый уровень 4 — прежнему уровню 3.